# 清平镇 (武胜县)
清平镇是中国四川省武胜县下辖镇，位于武胜县西南部，东滨嘉陵江，西连重庆市合川区古楼镇，南北与中心、新学等乡镇为邻。面积39.1平方公里，人口22590人。乡人民政府驻清平镇，距县城沿口镇13公里。

## 历史沿革
北宋为新民镇，元丰年间（1078~1085），缘镇后数十仞的危崖上建有清明寺，清初谐音为清平寺，民国废场设乡，乡以寺名。1953年建清平镇；1958年改为清平公社；1983年复置清平乡；
1992年，武胜县调整乡镇建制，将原南溪乡和清平乡合并为清平镇。

## 行政区划
清平镇下辖以下地区：
清平街道社区、观桥村、华家坪村、大水井村、方沟村、涌泉村、石岭村、白果村、陈家寨村、会云村、红东村、南溪村、玉皇村、明星村、大堡村、观桥坝村、油房村、大庙村、棕湾村、铜鼓村和林山村。

## 飞地
武胜与合川之间多飞地，清平镇棕湾村1组位于古楼镇二庙村境内。而合川区古楼镇天子村5组和6组“飞”到武胜清平镇境内，这两块飞地共有人口680多人，占地面积1.17平方公里。

## 学校
清平初中、南溪初中、兴平基点校（小学）、清平小学、陈家寨小学、南溪小学。